# (2129) Cosicosi
(2129) Cosicosi est un astéroïde de la ceinture principale.

## Description
(2129) Cosicosi est un astéroïde de la ceinture principale. Il fut découvert par Paul Wild le 27 septembre 1973 à l'observatoire Zimmerwald. Il présente une orbite caractérisée par un demi-grand axe de 2,18 UA, une excentricité de 0,173 et une inclinaison de 5,51° par rapport à l'écliptique.
Il fut nommé en référence à la manière italienne d'exprimer l'indifférence. Une traduction française de cette expression, dont elle est directement inspirée, est couci-couci, variante de couci-couça, qui signifie à peu près, ni bien ni mal.

## Compléments